# 금박연
금박연(金箔宴)은 대한민국 서울 북촌 한옥마을에 있는 유서 깊은 공예 공방이다. 금박, 즉 한국 전통 금박 공예를 전문으로 하며 그 이름도 금박에서 따왔다. 이 공방은 1856년부터 운영되었으며, 당시에는 조선 왕조의 왕과 왕족을 위한 작품을 만들었다. 2023년까지 5대째 가업을 이어오고 있는 가족 사업이다. 이 사업은 서울에서 가장 오래된 사업체 중 하나이며, 지정된 오래가게 (역사적 가치를 지닌 상점)이자 서울미래유산이다.

## 설명
공방의 설립자는 철종 (조선)을 위해 일했던 김완형이다. 그의 후계자인 김원순은 명성황후의 장인으로 봉사했다. 3대 김경용은 대한제국의 마지막 한국 군주들을 위해 일했다. 4대는 김덕환이다. 5대 계승자는 김기호이다. 김기호는 원래 가업을 이어받을 생각이 없었고, 대학에서 기계공학을 전공하고 삼성전자에서 산업용 로봇 설계를 담당했다. 국가무형문화재 금박장 지정 보유자였던 아버지가 병이 들자 서른 살의 김기호는 이 기술을 배우기로 결심했다. 20년간 이 분야에서 일한 후 그는 국가무형문화재 제119호 보유자가 되었다. 김기호의 아내 박수영 또한 김씨 가문에 시집온 후 이 기술을 배웠다. 2006년에는 사업장을 성남시 분당신도시에서 서울 종로구로 이전했다. 2012년에는 다시 북촌 한옥마을로 이전했다.
김기호는 한때 고종의 손녀인 이해경을 위한 옷을 만들기도 했다. 한국 황실이 영향력을 잃은 후에도 이 공방은 육영수, 이순자, 이희호 등 대한민국의 영부인들을 위한 금박 장식 한복을 제작했다.
이 공방은 다양한 소재, 특히 의류에 금박을 입힌다. 금박은 생선으로 만든 접착제를 사용하여 소재에 부착된다. 다른 많은 문화권에서처럼 붓으로 바르지 않고 금박을 찍어낸다. 이 공방은 공예품 관람 및 시연을 제공한다. 또한 현대적인 용도에도 맞게 제품 라인을 확장했다.

## 같이 보기
- 오래가게